# Деисус из церкви Николы от Кожи
Деисус из церкви Николы от Кожи — древнерусская икона XIII века.
Происходит из псковской церкви Николы от Кожи в которую попала из более древнего неизвестного храма. Обнаружена экспедицией Центральных государственных реставрационных мастерских в 1926 году. В начале 1930-х годов икона поступила в собрание Русского музея через Всесоюзную государственную торговую контору «Антиквариат».

## Описание
Сохранность иконы, несмотря на полную утрату оригинальной живописи ликов, оценивается как хорошая. Иконе присуща архаичность, она практически буквально повторяет фреску Спасо-Преображенского собора Мирожского монастыря и несёт черты монументальной византийской живописи XII—XIII веков. По мнению академика В. Н. Лазарева
Автор иконы явно имел перед глазами хороший византийский образец, но он переиначил его на свой лад, предельно нейтрализовав объёмное начало. В колорите он также пошёл своим путём, использовав столь ценимый псковичами интенсивный зелёный цвет и оранжево-красный.
 Также из особенностей местной псковской живописи на иконе присутствует крупный золотой ассист, схожий с росписями 1313 года из собора Рождества Богородицы Снетогорского монастыря. Он дробит плоскость и превращает складки одежды в декоративный узор. Особенно это заметно на хитоне и плаще Иисуса Христа где «иррациональное сочетание прямых, как струна, резко ломающихся под углом, плавно изогнутых и как бы подражающих рыбьему скелету линий».
На подножии престола Господня частично сохранилась надпись «…рукою икону сию ко святому Николе…».
Икона украшена басменным окладом XVI века и серебряными венцами XIV века.